# Conoidea
Conoidea (лат.) — надсемейство морских и солоноватоводных брюхоногих моллюсков из группы ценогастроподы (Caenogastropoda). Известны в ископаемом виде.
Это надсемейство — очень большая группа морских моллюсков, насчитывающая, по оценкам, 340 недавних валидных родов и подродов, и, по мнению одного авторитетного источника, содержащая 4000 названных ныне живущих видов.
Это надсемейство включает в себя Turridae, Terebridae и конусов. Филогенетические связи внутри этого надсемейства плохо установлены. Несколько семейств (особенно Turridae), подсемейств и родов считаются полифилетическими.
Большинство видов в этом надсемействе имеют размеры от малых до средних, с длиной раковины от 3 мм до 50 мм. Они встречаются в разнообразных морских местообитаниях от тропических вод до полюсов, на мелководье или на большой глубине, на твердых и мягких субстратах.
Надсемейство известно своей токсоглоссановой радулой, которая используется для впрыскивания мощных нейротоксинов в тело жертвы. Это делает их опасными хищниками, охотящимися на кольчатых червей, других моллюсков и даже рыб.

## Классификация
По данным World Register of Marine Species, на декабрь 2024 года надсемейство включает 17 семейств:
1. Borsoniidae Bellardi, 1875
2. Bouchetispiridae Kantor, E. E. Strong & Puillandre, 2012
3. Clathurellidae H. Adams & A. Adams, 1858
4. Clavatulidae J. E. Gray, 1853
5. Cochlespiridae A. W. B. Powell, 1942
6. Conidae J. Fleming, 1822
7. Conorbidae De Gregorio, 1880
8. Drilliidae Olsson, 1964
9. Fusiturridae Abdelkrim, Aznar-Cormano, Fedosov, Kantor, Lozouet, Phuong, Zaharias & Puillandre, 2018
10. Horaiclavidae Bouchet, Kantor, Sysoev & Puillandre, 2011
11. Mangeliidae P. Fischer, 1883
12. Marshallenidae Abdelkrim, Aznar-Cormano, Fedosov, Kantor, Lozouet, Phuong, Zaharias & Puillandre, 2018
13. Mitromorphidae T. L. Casey, 1904
14. Pseudomelatomidae J. P. E. Morrison, 1966
15. Raphitomidae Bellardi, 1875
16. Terebridae Mörch, 1852
17. Turridae H. Adams & A. Adams, 1853 (1838)